# Ryan Millar
Ryan Madsen Millar, född 22 januari 1978 i San Dimas i Kalifornien, är en amerikansk volleybollspelare. Millar blev olympisk guldmedaljör i volleyboll vid sommarspelen 2008 i Peking.